# Hebeloma clavulipes
Espèce
Heleboma clavulipes, l'Hébélome à pied clavé, est une espèce de champignons agaricomycètes du genre Hebeloma et de la famille des Strophariaceae.

## Taxinomie
En 1965, Henri Romagnesi publie une nouvelle espèce, récoltée le 9 septembre 1960 en Tchécoslovaquie, vers 1400 m d'altitude,

## Description(d'aprèsXavier Carteret)
- Chapeau 1,5-4 cm, convexe pulviné puis plan et largement mamelonné, à marge enroulée ou au moins la marginelle, un peu visqueuse, brun-rouge clair (Séguy 177), subtilement teinté de lilacin (178) ou de gris-brun (703), devenant ochracé dans la vieillesse gris noisette à brun havane (193) ou isabelle (203). Surface entièrement recouverte d'un voile blanchâtre, bien visible à la marge, mais sans être pendant. Cuticule ridulée radialement avec l'âge, taché de noirâtre çà et là[2].
- Pied 3-4 x 0,4-6 cm (jusqu'à 1,5 au bulbe), brusquement renflé à la base en bulbe non marginé, blanc-carné, brunissant par endroits en bas, méchuleux, parfois floconneux en haut.
- Lames non larmoyantes, minces, peu serrées, un peu échancrée, ventrues, roussâtres à carné pâle. Arête blanche, fimbriée.
- Chair ocre-blanchâtre, plus foncée à la base du pied et dans le chapeau. Odeur de rave faible. Amère.

## Écologie
Souvent en mélange avec H. crustuliforme. Sous Sorbus, Fagus, Tilia, Pinus...Récolte princeps par Romagnesi en Tchécoslovaquie en 1960, jamais retrouvée depuis selon Vesterholt 1989. M. Bon en décrit une variété hygrophanicum ad int.

## Comestibilité
inconnue